# Lussat (Puy-de-Dôme)
 Lussat  es una población y comuna francesa, situada en la región de Auvernia, departamento de Puy-de-Dôme, en el distrito de Clermont-Ferrand y cantón de Pont-du-Château.

## Demografía
| 563 | 557 | 602 | 653 | 765 | 713 |
| Para los censos de 1962 a 1999 la población legal corresponde a la población sin duplicidades (Fuente: INSEE [Consultar]) |     |     |     |     |     |